# Intellektualism
Intellektualism är en kunskapsuppfattning att allt i grunden är förnuftigt. Intellektualismen står i motsatsställning till empirism och sensualism. 
Ibland talar man också om intellektualism i psykologin och då avser man uppfattningen att psykiska förlopp bestäms av förståndet. Med intellektualism kan också avses motsatsen till antiintellektualism och betyder i så fall en kraftig tilltro till det mänskliga förnuftet, dess roll och möjligheter.